# Televisão Pública da Rússia
A Televisão Pública da Rússia (PTR, em russo:  Общественное Телевидение России    -Obshchestvennoye Televideniye Rossii - OTR), é uma estação de televisão russa que começou a transmitir em 19 de maio de 2013.

## História
Em 17 de abril de 2012, o presidente russo Dmitry Medvedev assinou o Decreto nº 455 sobre o estabelecimento da estação. De acordo com o decreto de Medvedev, os interesses do público serão representados pelo Conselho de Televisão Pública (PTC), que será designado com base em indicações apresentadas por um órgão de supervisão multiuso chamado Câmara Pública Russa. Nenhum membro do gerenciamento de canais pode ser membro do parlamento ou de funcionários do governo. 
Em junho de 2012, o parlamento russo aprovou uma lei que estabelece uma base legislativa para a televisão pública.  Em julho, o presidente Vladimir Putin, que assumiu o cargo em maio, aprovou os membros do Conselho de Supervisão de Televisão Pública e nomeou o presidente da Academia Internacional de Televisão Anatoly Lysenko como diretor geral. 

## Fundos
O TPR é financiado por uma combinação de subsídios do governo russo e doações públicas. Em 2013, ele recebeu um total combinado de 1,2 trilhão de rublos, a grande maioria dos quais proveniente de fundos estatais.